# Wicked: Życie i czasy Złej Czarownicy z Zachodu
Wicked: Życie i czasy Złej Czarownicy z Zachodu (ang. Wicked: The Life and Times of the Wicked Witch of the West) – amerykańska powieść fantastyczna z 1995, autorstwa Gregory’ego Maguire’a, początkowo wydana także z ilustracjami Douglasa Smitha. Opowiada historię Elfaby, postaci z powieści L. Franka Bauma Czarnoksiężnik z krainy Oz, która została wydana w 1900. Nawiązuje też do adaptacji z 1939. W przeciwieństwie do oryginału jest powieścią przeznaczoną dla dorosłych, ponieważ zawiera wulgaryzmy, sceny zawierające przemoc oraz sytuacje seksualne. Jest pierwszą częścią cyklu The Wicked Years. W 2003 została zaadaptowana i przedstawiona jako musical Wicked.
Polskie tłumaczenie ukazało się po raz pierwszy w 2010 nakładem Initium w tłumaczeniu Moniki Wyrwas-Wiśniewskiej. Wznowienie miało miejsce w 2021, tym razem w wydawnictwie Zysk i s-ka, w tym samym tłumaczeniu.